# Franklin-Essed-Stadion
Das Franklin-Essed-Stadion (voller Name: Dr. Ir. Franklin Essed Stadion) ist ein Fußballstadion im Stadtteil Flora der surinamesischen Hauptstadt Paramaribo im Norden Südamerikas. Die Anlage liegt im südwestlichen Teil von Paramaribo an der Jagernath Lachmonstraat. Sie besteht seit 2018 aus einer Haupt- und einer Gegentribüne an den Längsseiten. Es ist das Heimspielstätte mehrerer beim Surinaamse Voetbal Bond (SVB) angeschlossener Vereine.

## Entwicklung
Im Februar 1975 bekam der SVB vom Staat ein Gelände von vier Hektar im Flora-Projekt zum Bau eines Stadions geschenkt. Die offiziellen Übereignungspapiere wurden während einer allgemeinen Mitgliederversammlung durch den Politiker und ausscheidenden Vorsitzenden des SVB, Franklin Edgar „Frank“ Essed (1919–1988), an seinen Nachfolger Eddy Samson überreicht. Angeregt durch Essed bekam es den Namen Flora-Stadion.
Nach dem Tod von Frank Essed im Dezember 1988 wurde das Flora-Stadion in Frank-Essed-Stadion umbenannt.

## Renovierungen
Im Mai 2018 vergab der SVB einen Auftrag an ein Bauunternehmen zum Bau einer neuen Tribüne mit rund 800 Sitzplätzen und der Renovierung des Stadions. Hiermit sollte es auch den Anforderungen für internationale Spiele entsprechen. Die Kosten wurden mit 1,048 Mio. US-Dollar veranschlagt und von der FIFA finanziert. Die technische Übergabe der baulichen Veränderungen erfolgte Ende 2018.